# ホタルライトヒルズバンド
ホタルライトヒルズバンド（Hotal Light Hill's Band）は、2011年に千葉県で結成されたポップスバンド。
略称は「ホタバン」

## メンバー
藤田リュウジ
ボーカル・ピアノ担当
徳田直之
エレキギター担当
小倉大輔
ベース担当
小野田尚史
ドラムス担当

### 元メンバー
ゆうか
ボーカル・アコースティックギター担当

### サポートメンバー
中川"のぼちゃん"昇（from.エソラ）
初代サポートベース
岡田"ウッディ"雄斗（from.Limitart）
初代サポートドラムス
恵土友梨（from.ITAZURA STORE）
サポートキーボード(2021〜)

## 来歴
- 2011年に千葉県柏市にて結成[1]。
- 2012年に自主レーベル「Cafe Line Records」立ち上げ。 ミニアルバム「ホタルライトヒルズバンド」をリリース。
- 2013年、渋谷duo music exchangeにおいてワンマンコンサートを開催。 ミニアルバム「ホタルライトヒルズバンド2」をリリース。
- 2014年、ミニアルバム「ホタルライトヒルズバンド3」をリリース。 バンドリーダーの藤田が中心となり、柏初の音楽サーキットフェス「柏MUSIC SUN」を開催。
- 2015年、SUMMER SONIC 2015に出演。 片寄明人をプロデューサーに迎えたミニアルバム「hello my messenger」を「THANK YOU MUSIC」からリリース[2]。
- 2016年、ミニアルバム「センスオブワンダー」をリリース。
- 2017年4月、bayfmにてレギュラーラジオ番組「パンザマストレディオ」の放送がスタート。9月、柏市から初代「柏音楽大使」に任命される[3]。10月、アルバム「スピカ」をリリース。11月3日、柏市民文化会館大ホールにて自身初のホールコンサート「蛍ヶ丘大音楽祭」を開催。 同日をもってメンバーのゆうかがバンドを脱退。12月29日、「パンザマストレディオ」の放送が最終回。
- 2018年1月23日、渋谷duo music exchangeにて新体制4人によるライブが決定。

## 作品

### アルバム
- ホタルライトヒルズバンド（2012.11.21）
- ホタルライトヒルズバンド2（2013.11.6）
- ホタルライトヒルズバンド3（2014.6.25）
- hello my messenger（2015.11.25）片寄明人プロデュース
- センスオブワンダー（2016.7.27）
- スピカ（2017.10.15）

### シングル
- 蛍ヶ丘（2017.3.9）
- エンディングノート（2018.7.4発売予定）

### 自主制作アルバム
- 星年賛歌集（2011.2.27）
- 夢夢（2012.1.24）

### 自主制作シングル
- 東京（2010.2.9）
- 蛍ヶ丘（2010.6.27）
- 天国（2012.6.1）